# Mirosław Banaszek
Mirosław Banaszek (ur. 1 lutego 1964 w Puławach) – polski piłkarz, napastnik, potem trener. W swojej karierze zawodniczej reprezentował kolejno barwy: Wisły Puławy, Radomiaka Radom, Motoru Lublin, MG MZKS Kozienice oraz ponownie Wisły.

## Kariera piłkarska
Karierę piłkarską rozpoczął wiosną 1983 roku w Wiśle Puławy. Na sezon 1983/1984 przeniósł się do wówczas II-ligowego Radomiaka Radom. W tym samym sezonie z radomską drużyną wywalczył awans do I ligi. Przygoda w ekstraklasie trwała jeden sezon. W barwach „zielonych” w najwyższej klasie ligowej rozegrał 27 spotkań i strzelił 2 bramki. W Radomiaku grał w niższych ligach do 1989 roku. Następnie przeszedł do wówczas I-ligowego Motoru Lublin. W sezonie 1989/1990 rozegrał 21 meczów i zdobył jednego gola, zajmując z lublinianami 13 pozycję. W następnym sezonie uczestniczył w 26 spotkaniach. Strzelił 4 bramki. Z piłkarzami Motoru wywalczył 10. miejsce. W kolejnych rozgrywkach ekstraklasy, 1991/1992, wziął udział w 30 spotkaniach, umieszczając rywalom 6 razy piłkę w siatce, a drużyna z Lublina zanotowała spadek do niższej klasy ligowej. Pozostał w Motorze do 1993 roku. Barwy MG MZKS Kozienice bronił przez rundę jesienną sezonu 1995/1996. Przez pewien czas był graczem Zawiszy Garbów. W 1998 roku wrócił do Puław, by ponownie grać w tamtejszej Wiśle. Karierę piłkarską zakończył jesienią 2001 roku.

## Kariera trenerska
Po zakończeniu gry na boisku, został trenerem. Trenował między innymi młodych zawodników w Wiśle Puławy, prowadził też Orły Kazimierz i Zawiszę Garbów.